# Tycherus coriaceus
Tycherus coriaceus är en stekelart som först beskrevs av Perkins 1953.  Tycherus coriaceus ingår i släktet Tycherus och familjen brokparasitsteklar. Inga underarter finns listade i Catalogue of Life.